# Univariat
Der mathematische Begriff univariat bezeichnet die Abhängigkeit von nur einer Variablen. In der Statistik wird der Begriff in verwandter Bedeutung als Abhängigkeit von nur einer Zufallsvariablen verwendet.

## Verwendung in der Mathematik
In der Mathematik bezeichnet univariat eine Gleichung, einen Ausdruck oder eine Funktion, die jeweils nur von einer Variablen abhängen. Im Gegensatz dazu wird der Begriff multivariat verwendet, wenn ein Ausdruck von mehr als einer Variablen abhängt, im Spezialfall von zwei Variablen manchmal auch bivariat.

### Beispiele
Univariate Funktion: Eine Funktion ist univariat, wenn sie genau eine unabhängige Variable enthält, z. B. {\displaystyle f(x)=5x+\sin(x)}.
Bivariate Funktion: Eine Funktion ist bivariat, wenn sie genau zwei unabhängige Variablen enthält, z. B. {\displaystyle f(x,y)=3x^{2}+y+y^{3}}.
Multivariate Funktion: Eine Funktion ist multivariat, wenn sie mehrere unabhängige Variablen enthält, z. B. {\displaystyle f(x,y,z)=y^{2}+z-x^{2}}.

## Verwendung in der Statistik
Innerhalb der Statistik drückt univariat aus, dass die betrachtete Messgröße eindimensional ist, selbst wenn sie von mehreren Variablen abhängt. Dies ist insbesondere dann der Fall, wenn die Messgröße die eindimensionale abhängige Variable eines Zufallsexperimentes oder die Merkmalsausprägung einer eindimensionalen Zufallsvariable ist. Die Beobachtungen können dann einzeln dargestellt werden.
Dementsprechend drückt multivariat aus, dass die Messgröße mehrdimensional ist (multivariate Verteilung, multivariate Verfahren), und bivariat, dass die Messgröße zweidimensional ist (bivariate Verteilung). Die Beobachtungen können dann entweder in Form eines Vektors oder durch mehrere eindimensionale Messgrößen dargestellt werden.
In der Statistik verwendet man den Begriff univariat also für Zusammenhänge mit nur einem Kriterium, unabhängig von der Anzahl der Prädiktoren, die dieses Kriterium vorhersagen. Der Begriff multivariat beschreibt hingegen Zusammenhänge mit mehreren Kriterien, allerdings auch unabhängig von der Anzahl der Prädiktoren, die die Kriterien vorhersagen. Neben der Frage der Skalierung lässt sich ein Kriterium (Variable) in der univariaten Statistik durch zwei wichtige Maßzahlen (auch Kennzahlen oder Parameter) beschreiben: Lage und Streuung.
Lagemaße (z. B. Modus, Median, arithmetisches Mittel) beschreiben, in welchem Bereich die Daten zentral angeordnet sind.
Streuungsmaße (z. B. Spannweite, Interquartilsabstand, Standardabweichung) beschreiben, wie ähnlich bzw. unterschiedlich die Daten gestreut sind.

### Beispiel
Betrachtet sei der Fall, dass man jeweils die Körpergröße und das Gewicht von verschiedenen Versuchspersonen misst.
Untersucht man diese beiden Größen getrennt, indem man beispielsweise den Mittelwert des Gewichts oder den Mittelwert der Körpergröße aller Versuchspersonen berechnet, so handelt es sich dabei um univariate Analysen.
Betrachtet man hingegen die Körpergröße und das Gewicht jeder Person zusammen und möchte diese beispielsweise durch eine bivariate Verteilung beschreiben, so handelt es sich um eine bivariate Analyse, da die Messgröße (Körpergröße zusammen mit Gewicht) zweidimensional ist.